# Riullo
Il Riullo è un fiume dell'Italia meridionale, affluente del Clanio, che scorre in località Calabricito, ad Acerra, nei pressi dell'antica città Suessula.

## Storia

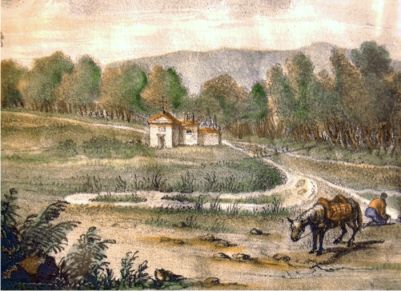
Le sorgenti del Riullo in un'incisione del 1840.

Assieme al Mefite, il Riullo era uno dei due affluenti a nord del Clanio, lungo il corso dei Regi Lagni, e la sua presenza favorì la nascita della città di Suessula, da parte degli osci-sanniti.
Infatti, a causa della presenza di zolfo e carbonato di calcio e delle proprietà curative della pelle, i Romani costruirono, nei pressi della sorgente, delle terme.
Le acque della sorgente, infatti, hanno alimentato per secoli i "fusari", le vasche per la macerazione della canapa ed alcuni mulini per la produzione di farina e, inoltre, nei pressi della sorgente e delle mura di Suessula, sono stati rinvenuti i resti di un antico santuario probabilmente dedicato ad una divinità delle acque.

## Fauna
Tra le varie specie di fauna presenti vi sono:
| Gruiformes          |                    |  |
| Rallidae            |                    |  |
| Gallinula chloropus | Gallinella d'acqua |  |
| Erinaceomorpha      |                    |  |
| Talpidae            |                    |  |
| Talpa europaea      | Talpa              |  |